# アルピナ・B7ビターボ
B7ビターボ（B7 BITURBO）は、ドイツの自動車メーカーアルピナ（Alpina Burkard Bovensiepen GmbH&Co ）が2012年12月より発売した高級車である。

## 概要
B7ビターボはBMW・7シリーズをベースとして作成したオリジナルの車である。サイズはアルピナの中ではもっとも大きくロングボディーは、全長5,240mmとなる。ボディそのものは7シリーズと共通であり、BMWのエンブレムも付くが、パワートレインは別設計され、大きく「ALPINA」の文字が書かれたエアロパーツやボディ側面のデコラインが7シリーズとは別物であることを示している。

### 特徴・機構
- 日本での価格は1,990万円（B7 Limousine）、2,216万円（B7 Limousine Long）、2,088万円（B7 Allrad(4WD))。基本的には左ハンドル仕様でLimousineのみ右ハンドルが選択できる（+51万円）。
- トランスミッションはアルピナ独自のマニュアルモード（スイッチトロニック）付きのZF製8速ATであり、ハンドル裏のボタンで操作する。

- ボディーカラーはアルピナブルー、アルピナグリーンの他、BMW7シリーズの色すべての色、他シリーズ、廃盤カラーも選べる場合がある（標準ソリッドカラー、メタリックカラー以外はオプション）。内装には標準装備のウッドとしてアルピナ専用ウッド“Myrte”が使われているが、オプションでピアノブラックやカーボン調、ボディ同色なども選ぶことができる。レザーシートには標準のダコタレザー（6色）、オプションのナッパレザー（5色）、メリノ・レザー（6色）アルピナレザー（ラヴァリナレザー）（15色）から選択することができる。また、シートにひし形マークや、アルピナロゴを入れることもできる他パイピング、バイカラー、ルーフライニングアルカンターラ等オプションは多岐に亘る。
- 21インチの大径ホイールを標準装備（ALPINA CLASSIC Styling III)F8.5J R10J　タイヤはMICHELIN Pilot Super Sport PSS F245/35ZR21 R285/30/ZR21
- 0-100km/hは4.6秒、0-200km/hは14.1秒、最高巡航速度（メーカー公表値）312km/hを誇る。(Limousine)

## アルピナ専用技術（F01）
エンジン関連
- BMW ALPINA B6 GT3からレーシングテクノロジーを引継ぎ、1気筒ずつ瞬間的に個別に休止するシングルシリンダー・ステップダウン（EZA）を搭載。高いトルクを維持しながらも数ミリ秒での迅速なシフト・アップを可能にした。

ターボチャージャー
- 排気パイプ径　エンジン側：44mm　排気側：50mm
- 過給圧 1.2bar

クーリング関連
- 旧B5BTurbo比　ラジエーター容量57%UP　インタークーラー容量23%UP
- ターボチャージャーの圧力損失を大幅に減らすために、インタークーラーのフランジ（入口・出口）を最適化し、圧力損失を45%低減　過給圧増圧に貢献。ラジエタ―の電動ファンは1,000Wに拡大。

ステアリング
- バリアブルスポーツステアリングは別プログラム。

トランスミッション
- ZF製8HP70　8速スイッチトロニックミッション
- トルクコンバータはアルピナ製。プログラムも専用のものを使っている。

サスペンション
- フロント　アイバッハ製　スプリング
- リア　BMW製エアサス（専用プログラム）

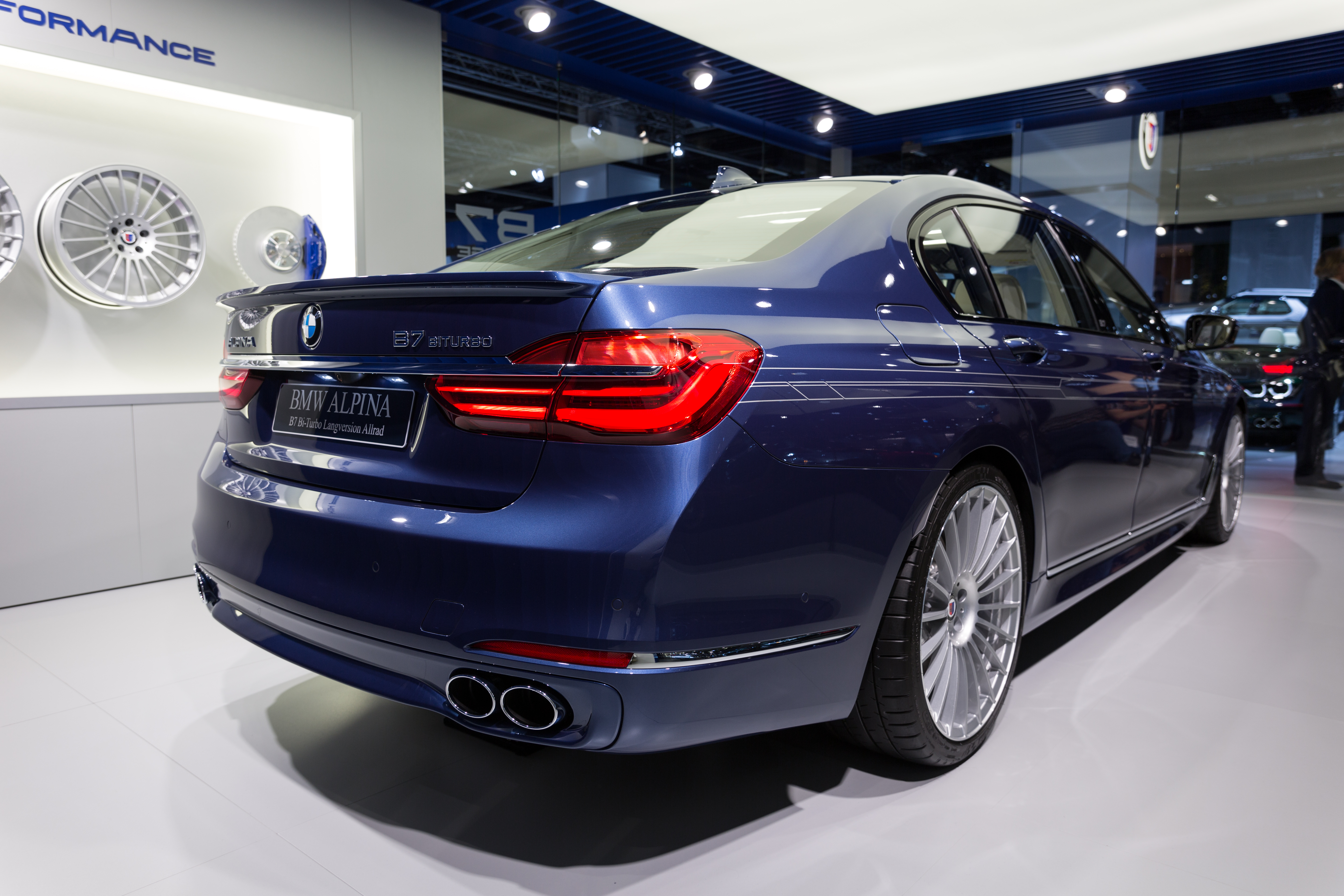
リア

画像はG11/12のリアの写真である事に注意